# Eupithecia kudoi
Eupithecia kudoi (en chino tradicional, 寬褐帶球果尺蛾; literalmente, ‘Polilla cónica ancha de banda marrón’) es una especie de polilla de la familia Geometridae. La especie fue descrita por primera vez por Hiroshi Inoue habiendo sido descrita en 1983, con distribución en la República de China y Vietnam. El holotipo de la especie fue descrita en los montes altos y boscosos alrededor de 
Tayuling en el Condado de Hualien, a una altitud de 2565 metros (8415,4 pies). Por sus características morfológicas, pertenece al grupo de especies Eupithecia lanceata.
La E. kudoi no se parece externamente a otras especies asiáticas del género. Los machos tienen una envergadura de 20,5 milímetros (0,8 plg). La cabeza y el noto están cubiertos de escamas blanquecinas.